# Mongolia en los Juegos Olímpicos de Sarajevo 1984
Mongolia estuvo representada en los Juegos Olímpicos de Sarajevo 1984 por cuatro deportistas masculinos que compitieron en esquí de fondo.
El portador de la bandera en la ceremonia de apertura fue el esquiador de fondo Luvsandashiin Dorj. El equipo olímpico mongol no obtuvo ninguna medalla en estos Juegos.